# Lansing River
Der Lansing River ist ein 120 km langer linker Nebenfluss des Stewart River im kanadischen Yukon-Territorium.

## Flusslauf
Das Quellgebiet des Lansing River liegt in den Selwyn Mountains auf einer Höhe von etwa 1170 m. Der Fluss strömt in überwiegend westlicher Richtung durch das Bergland. Bei der verlassenen Siedlung Lansing mündet er schließlich in den Stewart River. Der Lansing River entwässert ein Areal von 1574 km².